# Medrawd
Medrawd règne sur le royaume d'Ergyng fl. décennie 590.

## Origine
Medradw est l'un des derniers rois d'Ergyng. Il est réputé être le fils de Cawrdaf et le petit-fils de Caradoc Freichfras. Medradw est tué lors d'un combat et il a été avancé qu'il était le personnage historique à l'origine de Mordred neveu du roi Arthur.

## Contexte
Medradw est le cousin de Athrwys ap Meurig roi de Gwent et bien qu'il n'y ait aucun témoignage qu'ils aient eu des différends entre eux l'association des noms Athrwys et Medradw est peut-être effectivement l'un des éléments constitutifs de la légende arthurienne.Il est enfin selon le Bonedd y Saint le père de Saint Dyfnog 